# 지방산 합성
지방산 합성(脂肪酸 合成, 영어: fatty acid synthesis)은 지방산 생성효소의 작용을 통해 아세틸-CoA 및 NADPH로부터 지방산을 생성하는 과정이다. 이 과정은 세포의 세포질에서 일어난다. 지방산으로 전환되는 아세틸-CoA의 대부분은 해당과정을 통해 탄수화물로부터 유래한다. 또한 3개의 지방산이 결합하여 에스터 결합을 통해 트라이글리세라이드(트라이아실글리세롤이라고도 함)를 형성하는데 필요한 글리세롤도 해당과정을 통해 공급된다. 2개의 지방산이 글리세롤과 결합하고 글리세롤의 세 번째 하이드록실기가 포스파티딜콜린과 같은 그룹으로 인산화되면 인지질이 형성된다. 인지질은 세포막을 구성하며, 세포 내의 세포소기관(예: 세포핵, 미토콘드리아, 소포체, 골지체 등)을 둘러싸고 있는 인지질 이중층을 형성한다.

## 같이 보기
- 지방산
- 필수 지방산
- 지방산 대사
- β 산화